# Amt Großer Plöner See
Het Amt Großer Plöner See is een Amt in de Duitse deelstaat Sleeswijk-Holstein. Het wordt gevormd door elf gemeenten uit de Landkreis Plön en een gemeente, Bosau uit de Landkreis Oost-Holstein. Het bestuur wordt uitgeoefend door de gemeente Bosau, de formele zetel is in de stad Plön. Het toezicht wordt uitgeoefend door Plön.

## Geschiedenis
Het huidige Amt ontstond in 2007 toen de tot dan Amtvrije gemeente Bosau zich aansloot bij het Amt Plön-Land waarbij de naam werd aangepast.
Op 1 januari 2014 verlieten de gemeenten Ascheberg (Holstein) en Bösdorf het Amt en worden sindsdien door de stad Plön bestuurd.

## Deelnemende gemeenten
1. Bosau
2. Dersau
3. Dörnick
4. Grebin
5. Kalübbe
6. Lebrade
7. Nehmten
8. Rantzau
9. Rathjensdorf
10. Wittmoldt